# Vlaggewikkeblauwtje
Het vlaggewikkeblauwtje (Polyommatus eros) is een vlinder uit de familie van de Lycaenidae, de kleine pages, vuurvlinders en blauwtjes. 

## Verspreiding en leefgebied
Het vlaggewikkeblauwtje komt vooral voor in gebergten zoals de Pyreneeën, de Alpen, de Apennijnen en het Balkangebergte en leeft op hoogten tussen 1200 en 2700 meter. 

## Synoniemen
- Papilio tithonus Hübner, 1803
- Lycaena tithonus tartarus Fruhstorfer, 1916
- Lycaena tithonus epodes Fruhstorfer, 1916
- Lycaena tithonus tatsienluica Fruhstorfer, 1916